# Bầu cử Hạ nghị viện Việt Nam Cộng hòa 1967
Bầu cử Hạ nghị viện được tổ chức tại Việt Nam Cộng hòa vào ngày 22 tháng 10 năm 1967. Chỉ có một số ứng cử viên có liên kết với các chính đảng. Tỷ lệ cử tri đi bầu được báo cáo là 72,9%, với 4.270.794 trong số 5.853.251 cử tri đã đăng ký bỏ phiếu.